# Pryłuky (obwód żytomierski)
Pryłuky (ukr. Прилуки) – wieś na Ukrainie, w obwodzie żytomierskim, w rejonie korosteńskim, w hromadzie Owrucz. W 2001 liczyła 666 mieszkańców, spośród których 643 wskazało jako ojczysty język ukraiński, 12 rosyjski, 1 mołdawski, 9 białoruski, a 1 jidysz.